# Seznam avstrijskih tenisačev
Seznam avstrijskih tenisačev.

## A
- Alex Antonitsch
- Mira Antonitsch

## B
- Sybille Bammer

## E
- Alexander Erler
- Werner Eschauer

## F
- Martin Fischer

## G
- Julia Grabher

## H
- Barbara Haas
- Andreas Haider-Maurer
- Stefanie Haidner
- Eva-Maria Hoch
- Nikola Hofmanova

## K
- Adolf Karpellus
- Hans Kary
- Melanie Klaffner
- Sandra Klemenschits
- Julian Knowle
- Daniel Köllerer
- Pia König
- Stefan Koubek

## L
- Ladislav Legenstein (hrv.-avstr.)
- Martin Legner
- Gerald Liegel
- Michael Linzer

## M
- Oliver Marach
- Marion Maruska
- Patricia Mayr-Achleitner
- Gerald Melzer
- Jürgen Melzer
- Yvonne Meusburger
- Lucas Miedler
- Thomas Muster

## N
- Maximilian Neuchrist
- Yvonne Neuwirth
- Dennis Novak

## O
- Patrick Ofner
- Philipp Oswald

## P
- Tamira Paszek
- Barbara Paulus
- Alexander Peya
- Sylvia Plischke

## R
- Jurij Rodionov

## S
- Gilbert Schaller
- Barbara Schett
- Wolfgang Schranz
- Barbara Schwartz
- Horst Skoff
- Martin Slanar
- Thomas Strenberger

## T
- Dominic Thiem
- Janina Toljan
- Bastian Trinker

## W
- Patricia Wartusch
- Judith Wiesner